# Zonzon
Zonzon is een Franse film van Laurent Bouhnik uit 1998.

## Inhoud
Drie gevangenen van een verschillende sociale achtergrond zitten in dezelfde gevangeniscel. Arnaud Grandjean, een jonge student uit een goed milieu, zal zes maanden samen zitten met Francky, een overvaller veroordeeld tot 10 jaar gevangenis, en Kader, een recidivist, veroordeeld voor diefstal. Voor deze drie mannen, die alleen de gevangenis (zonzon) gemeen hebben, zal het samenzitten confrontaties met zich meebrengen die nodig zijn om te begrijpen wat vrijheid is. Zo zal hun leven ook kantelen.

## Rolverdeling
| Acteur                 | Personage |
| ---------------------- | --------- |
| Pascal Greggory        | Franky    |
| Gaël Morel             | Grandjean |
| Jamel Debbouze         | Kader     |
| Jean-Francois Gallotte | Fernand   |

- Élodie Bouchez: Carmen
- François Levantal: Rico
- Fabienne Babe: Christine
- Vera Briole: De Japanse
- Hassan Koubba: Saïd